# Vezseny
Vezseny ist eine ungarische Gemeinde im Kreis Szolnok im Komitat Jász-Nagykun-Szolnok.

## Geografische Lage
Vezseny liegt 16 Kilometer südlich der Kreisstadt Szolnok an dem Fluss Theiß, der in einer Schleife um den Ort fließt. Nachbargemeinden sind Tiszajenő, Tiszavárkony, Martfű und Tiszaföldvár.

## Sehenswürdigkeiten
- Denkmal zur 720-Jahr-Feier
- Kossuth-Gedenktafel (Kossuth-emléktábla)
- Reformierte Kirche, erbaut um 1720 im barocken Stil
- Römisch-katholische Kapelle Szent István kiraly
- 1706er-Gedenkstein (1706-os emlékkő)
- Szent-István-Denkmal
- Trianon-Denkmal (Trianon-emlékmű)

## Söhne und Töchter der Gemeinde
- István Hartyányi (1914–1998), Verleger und Bibliograph
- Zdenko Tamássy (1921–1987), Filmkomponist

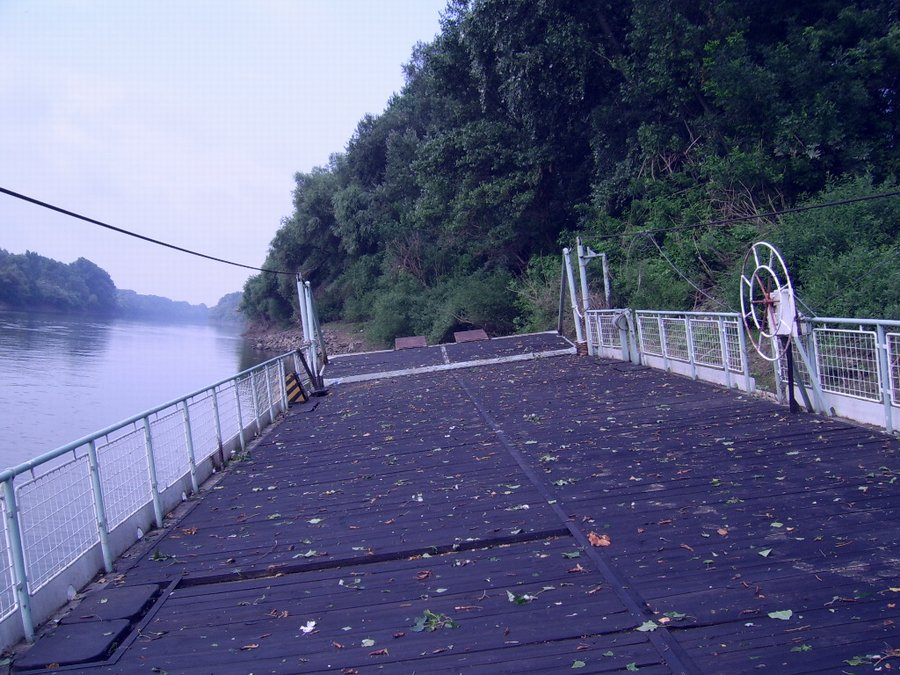
Fähre über die Theiß bei Vezseny

## Verkehr
Durch Vezseny verläuft die Nebenstraße Nr. 46149. Es bestehen Busverbindungen über Tiszajenő, Tiszavárkony und Tószeg nach Szolnok. Zudem gibt es am südlichen Rand des Ortes ein Fährverbindung über die Theiß zu den Gemeinden Martfű und Tiszaföldvár. Der nächstgelegene Bahnhof Tiszajenő-Vezseny befindet sich sechs Kilometer westlich des Ortes.